# Ajaniopsis
Ajaniopsis é um género botânico pertencente à família Asteraceae.

## Espécies
Apresenta uma única espécie:
- Ajaniopsis penicilliformis